# Антонио Петиков
Антонио Петиков е бразилски скулптор от български произход.

## Биография
Роден е през 1946 година в град Асис, щата Сао Пауло, Бразилия.
През 1970 година се премества да живее в Лондон, на следващата година се премества в Милано, а през 1986 година се премества в Ню Йорк, до самото си завръщане в Бразилия през 1999 година.

## Основни изложб и
- Salão Paulista de Arte Moderna – Сао Пауло, Бразилия 1965, 66 e 67
- Bienal Internacional de São Paulo – Сао Пауло, Бразилия, 1967, 69 e 89
- Camden Arts Center – Лондон, Великобритания, 1971
- Situazione Simbolo – Милано, Италия, 1973
- National Arts Center – Nova Iorque, САЩ, 1979
- Galerie 212 – Париж, Франция, 1983
- Labirinto – Galeria GB – Рио де Жанейро, 1984
- Gallery SHO – Токио, Япония, 1988
- Momento Antropofágico com Oswald de Andrade, instalação permanente na estação República do Metrô – Сао Пауло, Бразилия, 1990
- Músicas – Museu do Cartaz, Куритиба e Galeria Banestado, Лондрина, Бразилия, 1992
- The Brazilian Art Exhibition – Хонконг, Китай, 1995
- Búlgaros Criativos no Exterior – Galeria de Arte Moderna – София, България, 1996